# Normopati
Normopati (engelska: normopathy), är ett begrepp inom psykologi som har myntats av den brittiske psykologen Christopher Bollas (född 1943).
Begreppet används för att beskriva människor som är så fokuserade på att smälta in och anpassa sig till förment förhärskande sociala normer att det blir ett slags mani. En normopat är ofta ohälsosamt fixerad vid att inte odla någon egen individuell personlighet och går i stället i konformismens anda in för att göra exakt vad som förväntas av samhället. Många människor upplever mild normopati under olika perioder av sitt liv, särskilt när de försöker passa in i en ny social situation eller när de försöker dölja beteende eller åsikter som de tror att andra människor skulle fördöma. Vid extrem normopati kan avvikelser från normen innebära en sådan störning att den normotiske personen bryter samman under pressen att foga sig efter normerna och på grund av det reagerar med ilska eller våldsamhet.
Den tyske psykologen Hans-Joachim Maaz skriver i sin bok Das falsche Leben (2017) att en normopat alltid är normal och anpassad, med ett överdrivet korrekt och konformistiskt beteende. Den tvångsmässighet med vilken normopaten motsvarar förväntningarna avslöjar emellertid att han lever ett oäkta liv. Maaz menar att inte bara normopaten är sjuk, utan också det narcissistiska samhälle vars tryck på anpassning han anpassar sig till. Med utgångspunkt i den aktuella situationen i Tyskland med å ena sidan medborgarprotester och å andra sidan en självrättfärdig elit behandlar Maaz den tilltagande ideologiska polariseringen i samhället och kopplar den till normopati.